# Gąsawy (Konin)
Gąsawy – część miasta Konina, należące do dzielnicy Grójec. Gąsawy znajdują się w sąsiedztwie Woli Podłężnej i obejmują kilka domów jednorodzinnych przy wjeździe do Konina w stronę Grójca. W pobliżu, w dolinie płynie rzeka Warta.